# Шура (Татарстан)
Шура — село в Арском районе Татарстана. Входит в состав Новокинерского сельского поселения.

## География
Находится в северо-западной части Татарстана на расстоянии приблизительно 44 км по прямой на север от районного центра города Арск.

## История
Основана в конце XVIII века, упоминалось также как Починок Ташлинур. В начале XX века уже была построена мечеть.

## Население
Постоянных жителей было: в 1859—415, в 1897—590, в 1908—681, в 1920—642, в 1926—589, в 1938—636, в 1949—500, в 1958—515, в 1970—523, в 1979—432, в 1989—309, 293 в 2002 году (татары 100 %), 257 в 2010.